# CEBus (standard komunikacyjny)
CEBus – standard komunikacyjny dla domowych sieci, łączących różne urządzenia elektroniczne pracujące w domu (pochodzące od wielu producentów), w jeden wspólny "organizm". System ten został opracowany przez EIA oraz CEMA i oficjalnie zaprezentowany w roku 1992 po blisko dziesięcioletnim okresie formułowania zasad jego funkcjonowania i protokołów komunikacyjnych. System CEBus jest standardem otwartym, co umożliwia budowę urządzeń pracujących w tym samym standardzie każdemu zainteresowanemu tym producentowi urządzeń elektroniki użytkowej dla gospodarstw domowych.